# Lumière d'été
Lumière d'été is een Franse film van Jean Grémillon die werd uitgebracht in 1943.

## Samenvatting
Alpes-Maritimes. Michèle, een jonge vrouw wordt door de bus afgezet in een berglandschap. Ze krijgt een lift van Patrice Le Verdier, de plaatselijke kasteelheer, tot aan 'L'Ange gardien', het berghotel waar ze een afspraak heeft met haar vriend Roland. Die laat evenwel nog wat op zich wachten. Michèle maakt kennis met Cri-Cri, de eigenares van het hotel. 's Nachts in haar kamer maakt ze ongewild ook kennis met Julien, een ingenieur, die zich van kamer heeft vergist. 
De volgende dag komt Roland aan. Hij blijkt een drankverslaafde kunstschilder zonder geld te zijn die bijzonder welbespraakt is en theatraal gedrag vertoont.
Cri-Cri, een prille veertigster, is een ex-danseres van de Opéra de Paris die haar job en de hoofdstad heeft opgegeven uit liefde voor Patrice. Telkens als Patrice langskomt is Cri-Cri erg gelukkig. Zijn liefde voor Cri-Cri is echter aan het uitdoven. Patrice, eigenlijk een hardvochtige en decadente rijkaard die zich verveelt, merkt Michèle op en voelt zich onmiddellijk tot haar aangetrokken. Om haar dichter bij zich te hebben en te veroveren biedt hij Roland aan een zaal in zijn kasteel met schilderwerk te versieren en daar samen met Michèle te komen logeren.
Ook Julien, die een werf leidt voor een stuwdam in de buurt, valt eveneens voor de charmes van Michèle. 
Michèle, Cri-Cri, Roland, Patrice en Julien, als een soort vijfhoek van liefde, voeren een rondedans uit. Ze kruisen elkaar voortdurend maar ontmoeten elkaar zelden echt. Macht- en verleidingsspelletjes, jaloersheid, passie en intriges bereiken hun hoogtepunt op het gemaskerd bal dat Patrice organiseert in zijn kasteel. 

## Rolverdeling
| Acteur             | Personage                                              |
| ------------------ | ------------------------------------------------------ |
| Madeleine Robinson | Michèle                                                |
| Pierre Brasseur    | Roland, de drankverslaafde kunstschilder               |
| Paul Bernard       | Patrice Le Verdier, de rijke kasteelheer van Cabrières |
| Madeleine Renaud   | Cri-Cri (Christiane), de eigenares van het berghotel   |
| Georges Marchal    | Julien, de ingenieur van de stuwdam                    |
| Charles Blavette   | Vincent, een arbeider en de vriend van Julien          |
| Aimos              | Ernest                                                 |
| Léonce Corne       | Tonton, de barman en de receptionist van het hotel     |
| Jane Marken        | Louise Martinet                                        |
| Marcel Lévesque    | meneer Louis, de dichter                               |